# Teresa Burchi
Teresa (o Teresina) Burchi (Sestola, 1 de maig de 1877 - Milà, 12 de març 1963) va ser una soprano italiana.
Va ser mare soltera amb només disset anys. A Bolonya va estudiar amb el mestre Campana, i després va marxar a Milà per estudiar amb Pietro Vallini. Va debutar el 1903 al Teatro Duse de Bolonya a La Gioconda, òpera que també va cantar al Liceu de Barcelona el desembre de 1911. Va ser una gran intèrpret wagneriana i una de les figures més representatives del melodrama dels primers trenta anys del segle xx. Mascagni la considerava la millor intèrpret de Santuzza a Cavalleria rusticana, que va cantar en els principals teatres italians i estrangers. Va fer gires a Grècia, a la Rússia dels tsars, diverses vegades a les principals ciutats espanyoles, a França i a Amèrica del Sud amb Enrico Caruso.
En el castell de Sestola (Modena), la població natal de Teresa Burchi, es conserva una col·lecció de documents, fotografies, vestits i objectes d'escena seus.